# Jablonná
Jablonná (německy Jablona) je obec v okrese Příbram ve Středočeském kraji, asi 10 km východně od Příbrami. Žije zde 418 obyvatel.

## Historie
První písemná zmínka o obci pochází z roku 1603.

## Obecní správa

### Části obce
- Horní Hbity (k. ú. Horní Hbity)
- Jablonná (k. ú. Jablonná)

K obci patří také samota Dolejší Mlýn.
V letech 1850–1879 k obci patřily i Jelence a v letech 1850–1948 také Káciň.
Sousedními obcemi sídla jsou Milín, Dolní Hbity a Višňová.

### Územněsprávní začlenění
Dějiny územněsprávního začleňování zahrnují období od roku 1850 do současnosti. V chronologickém přehledu je uvedena územně administrativní příslušnost obce v roce, kdy ke změně došlo:
- 1850 země česká, kraj Praha, politický i soudní okres Příbram[5]
- 1855 země česká, kraj Praha, soudní okres Příbram
- 1868 země česká, politický i soudní okres Příbram
- 1939 země česká, Oberlandrat Tábor, politický i soudní okres Příbram[6]
- 1942 země česká, Oberlandrat Praha, politický i soudní okres Příbram[7]
- 1945 země česká, správní i soudní okres Příbram[8]
- 1949 Pražský kraj, okres Příbram[9]
- 1960 Středočeský kraj, okres Příbram
- 2003 Středočeský kraj, okres Příbram, obec s rozšířenou působností Příbram

## Společnost

### Rok 1932
V obci Jablonná (přísl. Kačín, 771 obyvatel) byly v roce 1932 evidovány tyto živnosti a obchody: 2 obchodníci s dobytkem, holič, 2 hostince, kolář, kovář, obuvník, pekař, 3 rolníci, řezník, 3 obchody se smíšeným zbožím, stavitel, švadlena, trafika.
V obci Horní Hbity (235 obyvatel, samostatná obec se později stala součástí Jablonné) byly v roce 1932 evidovány tyto živnosti a obchody: 2 hostince, kolář, kovář, 2 mlýny, sedlář, 10 rolníků, obchod se smíšeným zbožím, trafika.

## Doprava

### Dopravní síť
Obcí vede silnice II/118 Nové Dvory – Budyně nad Ohří – Slaný – Kladno – Beroun – Zdice – Příbram – Kamýk nad Vltavou – Krásná Hora nad Vltavou – Petrovice. Do obce dále vede silnice III. třídy. Železniční trať ani stanice či zastávka na území obce nejsou.

### Autobusová doprava 2024
Autobusovou dopravu v obci Jablonná zajišťuje společnost Arriva Střední Čechy. Obec je součástí Pražské integrované dopravy (PID). V obci se nachází zastávka Jablonná. V Horních Hbitech se nachází zastávka Jablonná,Horní Hbity a na silnici II/118 směrem do Příbrami zastávka Jablonná,Placy. Linka 500 propojuje Příbram s Milínem, Raděticemi, Jablonnou, Horními Hbity, Dolními Hbity, Solenicemi, Zduchovicemi, Kamýkem nad Vltavou, Řadovy, Krásnou Horou nad Vltavou a Petrovicemi. Linka 510 spojuje Příbram, Háje, Jablonnou, Horní Hbity, Dolní Hbity, Solenice a Smolotely.

## Turistika
Místní částí Horní Hbity vede turistická trasa  Horní Líšnice - Horní Hbity - Jelence - Višňová.
Tato značená stezka prochází přírodní památkou Jablonná - mokřad, která leží přibližně kilometr od středu Jablonné a katastrálně patří již k Horním Hbitům.